# Якунин, Владимир Васильевич
Владимир Васильевич Якунин (1855—1913) — государственный деятель Российской империи, самарский и екатеринославский губернатор, гофмейстер.

## Биография
Родился в Одессе 13 (25) ноября 1855 года.
Окончил 3-ю Одесскую гимназию и Елисаветградское кавалерийское училище, по окончании которого в 1877 году был произведен в корнеты.

### Военная служба
Военная служба Якунина началась с 25 февраля 1874 года; он был командирован в военное училище, по окончании которого в 1877 году был произведен в корнеты.
Участвовал в русско-турецкой войне 1877—1878 гг. За отличия в боях он был награждён орденами Святой Анны 4-й степени с надписью За храбрость (1879). В 1881 году получил орден Святого Станислава 3-й степени с мечами и бантом.
В 1882 году вышел в запас по армейской кавалерии.

### После армии
Уволившись из армии, вернулся в Одессу и в 1883 году был избран гласным Одесского уездного земского собрания и председателем Одесской уездной земской управы, а в 1901 году — Одесским уездным предводителем дворянства. В период 1883—1892 годов был почётным мировым судьёй Одесского уезда.
В 1889 году Новороссийское общество коневодства избрало Якунина своим старшим членом, а в 1895 году — вице-президентом.
В 1891 году он был награждён орденом Святого Станислава 2-й степени. В 1892 году был избран депутатом дворянства Одесского уезда, а в 1894 году стал мировым судьёй Одессы и в этой должности получил в 1895 году орден Св. Анны 2-й степени, а в 1899 году — орден Св. Владимира 4-й степени. В 1902 году был произведён в чин действительного статского советника, а в 1903 году получил придворное звание камергера.

### Самара
В Самару Якунин прибыл на пароходе 12 сентября 1906 года после утверждения его на должность самарского губернатора 16 августа того же года. Его предшественник И. Л. Блок в июле 1906 года был убит террористом, бросившим бомбу в коляску губернатора.
Новый губернатор повёл себя довольно жестко: уже через 4 дня после приезда, 16 сентября 1906 года он создал в городе военно-полевой суд; 28 сентября объявил Самарскую губернию на положении усиленной охраны, ввёл строгую цензуру на печать.
Его успешная деятельность была замечена и оценена правительством и лично Столыпиным. Губернатор получил и Высочайшие благодарности: от императора Николая II за отличие по землеустройству 6 декабря 1908 года; от комитета под руководством императрицы Александры Фёдоровны по приисканию мест воинским чинам, пострадавшим в русско-японскую войну; за ту же деятельность от великой княгини Елизаветы Фёдоровны по Елисаветинскому комитету; за помощь детским приютам по ведомству императрицы Марии. Дополняли этот внушительный список наград рескрипт Марии Фёдоровны за благотворительную деятельность в пользу Красного Креста, знаки отличия Красного Креста 1-й степени, за борьбу с чумою; знак Императорского Российского общества спасания на водах.
В 1907 году он был награждён орденом Святого Владимира 3-й степени и иностранным орденом Бухарской золотой звезды 1-й степени; в 1908 году — орденом Святого Станислава 1-й степени; 6 мая 1910 года был пожалован в гофмейстеры.
23 августа 1910 года назначен исправляющим должность екатеринославского губернатора. Вскоре после его отъезда из Самары городская дума добилась избрала Якунина почётным гражданином Самары, повесив его портрет в зале заседаний Думы, назвав в честь Якунина улицу в Мещанском посёлке и учредив стипендию его имени в торговой школе.
Умер 8 марта 1913 года. После отпевания в Екатеринославском кафедральном соборе его тело было отправлено в Одессу и похоронено на новом христианском кладбище.